# Estación Altona
Altona es una estación ferroviaria, ubicada en el Partido de Tapalqué, en la Provincia de Buenos Aires, hacia las estaciones de Empalme Lobos y Roca.

## Servicios
No presta servicios de pasajeros. Es una pequeña estación del ramal perteneciente al Ferrocarril General Roca, desde la Estación Cañuelas hasta la estación Olavarría. Sus vías están concesionadas a la empresa privada de cargas Ferrosur Roca.